# Petit Bateau
Petit Bateau est une entreprise et une marque française de vêtements et sous-vêtements pour enfants fondée en 1920, mais dont les origines remontent en 1893, à Troyes. Intégré au Groupe Rocher depuis 1988, Petit Bateau propose également une collection adulte depuis les années 2000.

## Histoire
En 1893, Pierre Valton ouvre sur 3 700 m2  d'atelier l’usine de bonneterie Valton-Quinquarlet & fils spécialisée dans les sous-vêtements, notamment en caleçons et maillots de corps. Implantée dans l’Aube, capitale de la maille au XIXe siècle, l’usine Saint-Joseph réalise alors l’intégralité de la production, à Troyes. En 1918, Étienne, le fils du fondateur, invente la culotte sans jambes et sans bouton et remplace la laine rugueuse par la maille en coton écru blanc,. Pour plus de commodité, il remplace les boutons par une ceinture élastique à la taille et aux cuisses. Toutefois, la marque utilise le terme « petite culotte » qui renvoie plutôt à un sous-vêtement féminin ou enfantin.
Valton s'inspire de la comptine Maman les p'tits bateaux pour nommer et déposer le nom de ce nouveau sous-vêtement,. La marque Petit Bateau est ainsi déposée en 1920 par l'entreprise Valton-Quinquarlet et est symbolisée alors par le dessin d'une petite fille surnommée Marinette. Lors de l'Exposition spécialisée de 1937, l'entreprise obtient le « Grand prix de l'innovation » mais c'est réellement après la Seconde Guerre mondiale que l'entreprise se développe et diversifie ses produits.
En 1954, la société actuelle est constituée.
À la fin des années 1980, l'entreprise est au bord du dépôt de bilan, face à la concurrence des enseignes à bas prix ; elle est rachetée en 1988 par le Groupe Rocher, anciennement Groupe Yves Rocher, qui l'emporte devant l'offre de la BNP. Le Groupe Rocher comprend également les marques Yves Rocher, Stanhome, Dr Pierre Ricaud, Daniel Jouvance, Kiotis, ID Parfums, Flomar et Sabon. 
Au milieu des années 1990, en pleine tendance minimaliste, Petit Bateau devient une marque « à la mode » : Karl Lagerfeld fait défiler Claudia Schiffer en t-shirt Petit Bateau sous son tailleur Chanel, le succès est immédiat. Le modèle enfant porté est alors décliné en tailles adultes. Les ventes de t-shirt sont multipliées par dix en trois ans. En 1994, Petit Bateau défile. Les couturiers s’emparent du tee-shirt blanc taille enfant et en font un phénomène de mode. Cet évènement marque l’entrée de l'entreprise vers des gammes de prêt-à-porter pour femme et enfants.
Petit Bateau ouvre en 2000 son vaisseau-amiral sur les Champs-Elysées à Paris. En 2013, Gildas Loaëc et Masaya Kuroki sont nommés directeurs artistiques des collections adultes.
Petit Bateau est présente en Europe, au Japon, en Chine, au Moyen-Orient, en Russie et aux États-Unis, ses produits sont distribués dans près de 400 boutiques Petit Bateau, 4 300 magasins partenaires et également sur son site de vente en ligne lancé en 2006.
L’ensemble des collections est dessiné par les équipes du style situées à Paris. À Troyes, dans l’usine historique Saint-Joseph, les modélistes leur donnent vie, puis vient la production d’échantillons réalisée par une équipe dédiée.

## Inventions de Petit Bateau

### La petite culotte

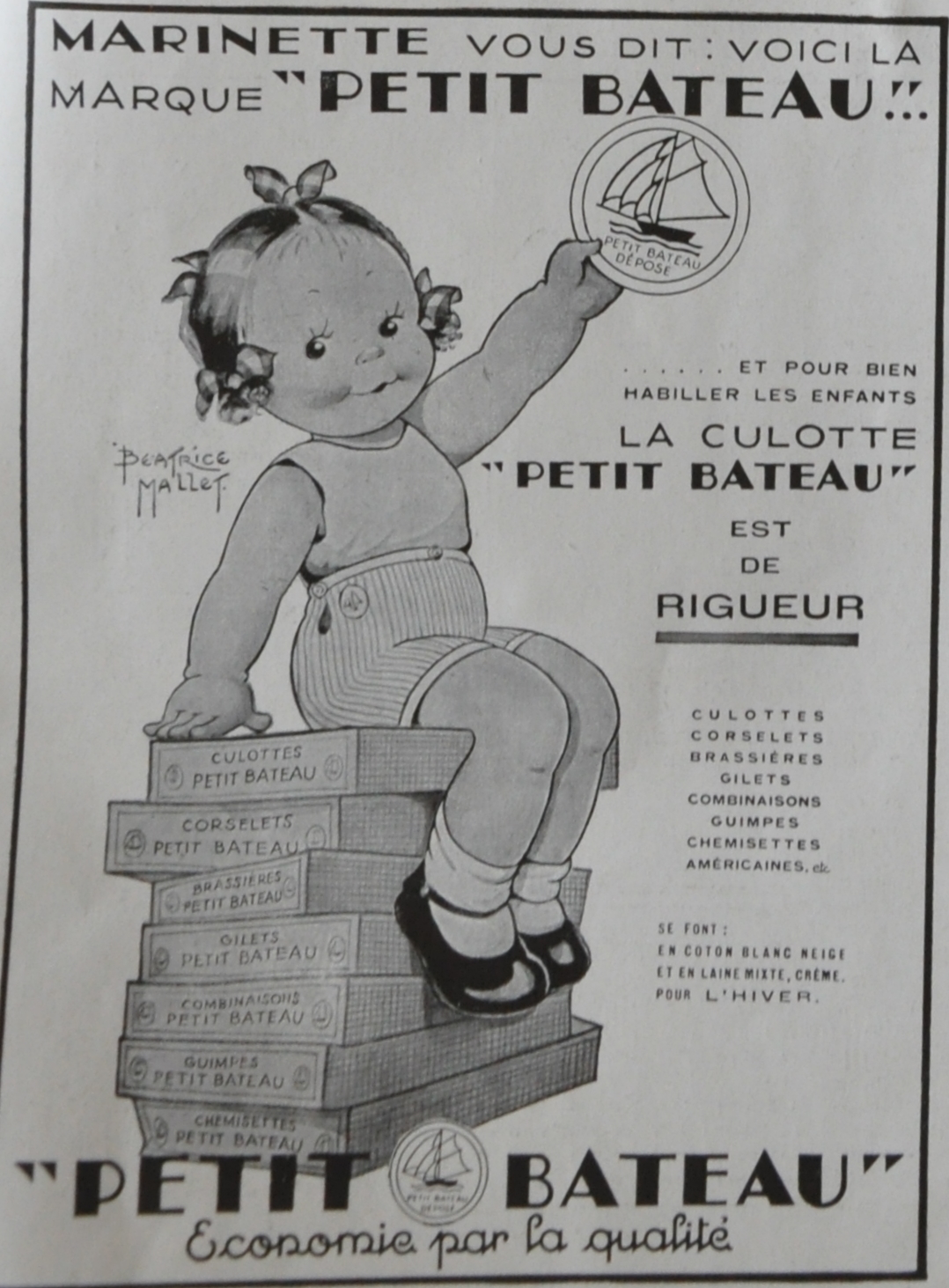
Publicité pour la culotte Petit Bateau illustrée par Beatrice Mallet (1932).

Jusqu’au début des années 1900, les enfants et les adultes portaient des caleçons longs en laine, inconfortables et peu hygiéniques. Étienne Valton, fils du fondateur Pierre Valton et père de treize enfants, a l’idée de couper les jambes du caleçon long de l'époque en écoutant les premiers de la comptine précitée : « Maman les p'tits bateaux / Qui vont sur l'eau / Ont-ils des jambes ? »,. La célèbre culotte en coton et lavable voit le jour. Pour plus de commodité, il remplace les boutons par une ceinture élastique à la taille et aux cuisses. Offrant aux enfants plus d’aisance et de liberté de mouvement, cette création représente un virage majeur pour l’entreprise familiale.
En 1937, la culotte Petit Bateau reçoit le « Grand Prix de l’Innovation » lors de l’Exposition Universelle de Paris. Elle se démocratise progressivement et intègre le quotidien des femmes, qu’elle émancipe du caleçon de laine épais porté au XIXe siècle.
Produit iconique de la marque, nécessitant 2 520 mètres de fil pur coton et un élastique en caoutchouc naturel, la petite culotte en coton Petit Bateau est distribuée aujourd’hui à 3,5 millions d’exemplaires par an et portée par des célébrités comme Jane Birkin, Inès de La Fressange ou Charlotte Gainsbourg.

### Le body
C’est en observant les emmanchures spéciales des tee-shirts des soldats américains, qui enfilaient leurs sous-vêtements sans enlever leur casque, que Petit Bateau invente ses premiers bodys pour bébé en 1950, dans un souci d’aisance et de praticité. La famille Valton imagine ainsi une nouvelle façon d’enfiler les vêtements pour enfants : par la tête, grâce à une encolure plus ovale. En 1980, la famille Valton poursuit sa revisite du body de naissance traditionnel en créant le premier modèle avec fermeture à pressions à l’entrejambe pour faciliter davantage l’habillage et le mouvement des tout-petits.

### Matières
La bouclette velours voit le jour en 1960 dans les ateliers Petit Bateau. Elle est principalement utilisée sur les pyjamas enfant pour ses qualités d’isolant thermique.  
La bouclette éponge, elle aussi principalement utilisée par Petit Bateau sur les pyjamas ou les accessoires de bain et de puériculture présente un toucher moelleux offrant un haut niveau de confort au porté.
En 1970 apparaît le coton « milleraies » emblématique de la marque. Tricotage deux fils inédit nécessitant des métiers à tricoter spéciaux pour créer mille mètres au kilo, il est reconnaissable par la finesse de son motif, associé à l’univers de l’enfance.
En 1990, la chaleur du fil de laine s’ajoute à la douceur du coton quand Petit Bateau crée la laine et coton, une nouvelle association qui allie les propriétés des deux matières, douceur et chaleur, pensée pour protéger les enfants de leur environnement extérieur.

### Finitions
Le point picot et le point cocotte font partie des finitions identitaires de la marque Petit Bateau.
Le point picot forme une mini-boucle libre, alors que le point cocotte est composé de points serrés réalisés par une marche spécifiquement inventée par Petit Bateau dans les années 1960.

## Les iconiques de Petit Bateau
Les collections Petit Bateau sont composées de certaines constantes saison après saison. De collection en collection, les inventions de la marque sont présentes (culotte, milleraies, bouclette velours), mais également des pièces devenues iconiques. La marinière, le tee-shirt, le marcel, la culotte, le ciré ou le caban font partie des essentiels que la marque renouvelle chaque saison pour les enfants comme les adultes.
La marinière fait son apparition dans les collections Petit Bateau durant la saison printemps-été 1995. Depuis, la marque la fait évoluer chaque saison dans ses coupes (col rond, amiral ou emmanchures américaines) et ses couleurs.
Inspiré des manteaux en drap huilé des pêcheurs, le ciré jaune de Petit Bateau date quant à lui de l’été 1996. La marque utilise désormais cet élément du vestiaire marin dans chacune de ses collections. Elle le revisite avec de nouvelles couleurs, de nouvelles formes et a marqué ce produit de son empreinte par l’utilisation du milleraies pour sa doublure.
Le tee-shirt Petit Bateau est à l’origine un sous-vêtement né il y a 120 ans à Troyes, initialement en laine, puis en coton de première qualité. Au milieu des années 1990, en pleine tendance minimaliste, Petit Bateau devient une marque « à la mode » : Karl Lagerfeld fait défiler Claudia Schiffer en tee-shirt Petit Bateau sous son tailleur Chanel, le succès est immédiat. Sous-vêtement pour enfant, le tee-shirt blanc Petit Bateau devient un vêtement du dessus, nouvelle icône de mode portée par des adultes. Alimentant le phénomène, la marque envoie des tee-shirts aux rédactions de mode, décline le modèle en tailles adulte et lance sa gamme de tee-shirts colorés en 1996, pour proposer des couleurs moins « layette » comme le noir. Les ventes de tee-shirts sont multipliées par dix en trois ans et Petit Bateau fait son entrée dans un rayon adulte au Printemps Haussmann en 1999.
Si le système de tailles enfants a été maintenu pour conserver l’esprit maison, il a été étendu jusqu’à 18 ans pour habiller aussi les adultes. C’est à partir des années 2000, que des collections sont développées spécifiquement pour les adultes.

## Communication

### Premières campagnes
Petit Bateau est l’une des premières marques à utiliser la réclame dès 1920. Marinette, personnage imaginaire dessiné par l’illustratrice anglaise Béatrice Mallet, incarne l’entreprise avec humour pendant une trentaine d’année. Son allure rondelette et malicieuse ancre historiquement la marque dans une communication ludique et légère. La marque a toujours mis l’énergie, la créativité et la liberté des enfants au cœur de sa communication.

### Virage publicitaire
Depuis les débuts des années 1990, Petit Bateau est accompagnée par l’agence BETC dans la construction de ses campagnes publicitaires. En 1994, la campagne « Fais pas ci, fais pas ça » rythmée par la chanson de Jacques Dutronc, brise les codes de la publicité pour enfant. Le public découvre dans ce spot la signature « À quoi ça sert d’avoir des vêtements si l’on ne peut rien faire dedans » et le cri de ralliement « Petit Bateau ! ». L’espièglerie, la spontanéité et le ton enjoué de la campagne séduisent et la cote de popularité de la marque remonte, soutenue par la notoriété nouvelle du tee-shirt Petit Bateau.
En 2004, Petit Bateau s’adresse aux adultes en évoquant la douceur du monde de l’enfance avec le slogan « Pour adulte aussi ». Quatre ans plus tard, BETC crée pour Petit Bateau la campagne « Les Mois » avec pour objectif de reconquérir la cible adulte ; « Le poids des adultes dans la communication de marque rendant impossible de ne parler que des enfants » explique Muriel Fagnoni, vice-présidente de l’agence. La signature devient « Pour toujours » et l’âge des adultes est converti en mois.
En 2013, une nouvelle campagne signée BETC, dans la continuité de « Les Mois », insiste sur la dimension transgénérationnelle de Petit Bateau avec la signature à la syntaxe volontairement incorrecte : « Jamais vieux pour toujours », et des photographies basées sur l’énergie et la spontanéité : les modèles sautillent, tirent la langue ou dansent.

### Tournant international
En 2015, Petit Bateau sort une campagne publicitaire s'appuyant sur l'aspect qualitatif de ses produits et la spontanéité de l'enfance. Le film publicitaire The Mini Factory marque le tournant international de Petit Bateau. Créé par BETC, il met en scène des enfants dans une usine secrète qui suit un processus de production fantaisiste, comme sorti de l’imagination d’un enfant. Ce film dévoile un processus de fabrication et de tests de résistance. En mars 2016, la marque lance une campagne papier qui reprend la signature en anglais « For serious kids » et qui se compose de visuels haut en couleur. Cette campagne montre des enfants qui se déguisent avec des masques en cartons pas vraiment effrayants et qui investissent la ville pour y vivre des aventures fantastiques.
En 2017, Petit Bateau sort un nouveau film publicitaire réalisé par Luis Cervero. Le spectateur y suit la journée d'un sweat marinière Petit Bateau soumis à l'épreuve des enfants. Dans ce spot, la marinière accompagne le quotidien des enfants. Ce film publicitaire conserve l’esprit de la marque à travers un enchaînement de 72 plans en une minute, rythmés par le titre de Plastic Bertrand Ça plane pour moi. Adepte des mélodies populaires depuis sa création, son propre nom étant inspiré de la comptine Maman les p'tits bateaux, la marque renforce son identité musicale en 2017 en utilisant à nouveau le titre de Jacques Dutronc sorti en 1978.

## Collaborations

### Créateurs invités
Petit Bateau collabore avec diverses marques de mode. Guillaume Henry de Carven, Tsumori Chisato, Didier Ludot, Cédric Charlier, Christian Lacroix, Kitsuné, ou encore Jean-Charles de Castelbajac, ou Inès de la Fressange ont créé des collections capsules revisitant les pièces classiques à leur manière. Parfois, c'est Petit Bateau qui revisite les iconiques d'autres marques, comme lors de sa collaboration avec K-way.

### Illustrateurs invités
Au-delà de l’univers de la mode, Petit Bateau établit des partenariats avec des illustrateurs venant de divers horizons, de la littérature jeunesse contemporaine à la culture alternative des années 1980. Ainsi Deyrolle, Keith Haring, Hervé Tullet ou les auteurs emblématiques de L'École des loisirs : Claude Ponti, Tomi Ungerer, Mario Ramos, Dorothée de Monfreid, Iris de Moüy ont tour à tour apposé leur style sur les tee-shirts, culottes et body blancs.

## Production et qualité
En 2013, l'entreprise est pointée du doigt par l'UFC-Que Choisir pour des tromperies envers le consommateur. Selon Fabienne Maleysson, l'entreprise est « passée maître » dans l’art de faire croire à ses clients que leurs produits sont fabriqués en France, notamment à Troyes. Elle estime dans son article que seulement 20 % de la production est réalisée en France et 80 % au Maghreb. Cependant, le délégué CGT Jean-Pierre Lambour, secrétaire du comité d’entreprise, insiste sur le fait que l'entreprise fait toujours travailler 1 100 personnes dans l’Aube et 2 000 en France quand la majorité des entreprises ont fermé dans le secteur de la bonneterie. En fait les chiffres varient : 45 % du tricotage et de la teinture sont réalisés dans l’usine Petit Bateau Saint-Joseph à Troyes, les 55 % restant sont effectués dans l’usine Petit Bateau du Maroc créée en 1989, selon Le Monde. Mais Franceinfo avance que pour la confection, 85 % des vêtements (slips, pyjamas, culottes ou tee-shirts) sont fabriqués dans l’usine Petit Bateau de Marrakech et dans les usines de production des partenaires au Maroc et en Tunisie. « Sans ce choix d’une partie de la production au Maghreb, il n’y aurait plus Petit Bateau à Troyes » souligne François Hollande après une visite des ateliers du site historique de l’usine troyenne au mois d’avril 2017. Concernant les 15 % restants, Petit Bateau collabore avec des fabricants aux savoir-faire complémentaires de ceux de la marque. Ainsi, les produits comme les parkas ou les pantalons sont produits par une trentaine de fournisseurs externes, installés notamment en Europe de l’Est et en Asie.
La démarche durable de la maison influe aussi sur les packagings de vente desquels le plastique a été banni. Petit Bateau s'engage davantage dans une démarche durable en 2017, en développant un espace de recyclage entre particuliers basé sur l’économie circulaire. Baptisé « Faites passer les Petit Bateau », cet espace de l’application Petit Bateau met en lien gratuitement les vendeurs et acheteurs de vêtements d’occasion de la marque, réputés quasi-indestructibles.
À l'occasion de son 120e anniversaire, Petit Bateau réalise un parcours photographique urbain réalisé par Stéphane Remael, composé de 42 images rendant hommage aux ouvriers de l'entreprise qui, selon Patrick Pergament, directeur général de l'entreprise, « perpétuent le savoir-faire français ». Une dizaine d'années plus tard, la marque devient Entreprise du patrimoine vivant.

## Polémiques
En 2011, Petit Bateau est accusé de sexisme pour des bodies pour bébés genrés, le body pour garçon étant orné d'adjectifs qualificatifs brodés en bleu et correspondant aux stéréotypes de la masculinité (courageux, fiers, forts, etc.), alors que les bodies pour filles sont brodés d'adjectifs qualificatifs en rose et correspondant à des stéréotypes féminins (jolies, rigolotes, douces, gourmandes, coquettes, etc.),,.
En juillet 2019, la marque propose à ses clients des bonnets et couvertures anti-ondes pour nouveau-nés afin de « proposer une solution aux personnes désirant appliquer les principes de précaution », suscitant une polémique. Le physicien Sébastien Point, dans un propos rapporté par RMC BFM TV, dénonce une stratégie purement marketing et qualifie d'irresponsable le fait qu'« au prétexte de protéger des enfants d’un danger plus qu’hypothétique, on prend le risque de les faire grandir dans une phobie des ondes ». Cette position est partagée par plusieurs autres scientifiques, comme la généticienne Catherine Yardin ou la biologiste Anne Perrin qui considère qu'« il faut arrêter de faire peur aux gens » .